# Sainte-Anne-Saint-Priest
Sainte-Anne-Saint-Priest är en kommun i departementet Haute-Vienne i regionen Nouvelle-Aquitaine i västra Frankrike. Kommunen ligger i kantonen Eymoutiers som tillhör arrondissementet Limoges. År 2022 hade Sainte-Anne-Saint-Priest 140 invånare.

## Befolkningsutveckling
Antalet invånare i kommunen Sainte-Anne-Saint-Priest
| Referens: INSEE |